# Kantagi
Kantagi (kaz. Хантағы) – wieś w południowym Kazachstanie, w obwodzie turkiestańskim. Liczy 10 400 mieszkańców (2006). Ośrodek przemysłu spożywczego.